# Епархия Пресвятой Девы Марии Ливанских Мучеников в Мехико
Епархия Пресвятой Девы Марии Ливанских Мучеников в Мехико (лат. Eparchia Dominae Nostrae Martyrum Libanensium in Civitate Mexicana Maronitarum) — епархия Маронитской католической церкви с центром в городе Мехико, Мексика. Кафедральным собором епархии Пресвятой Девы Марии Ливанских Мучеников является церковь Пресвятой Девы Марии.

## История
В 50-е года XX века в Мексику стали прибывать эмигранты из Ливана. В 1960 году для пастырского попечения верующих Маронитской католической церкви в Мехико прибыли первые три маронитских священнослужителя. В связи с увеличением числа ливанских эмигрантов возникла необходимость образования новой церковной структуры Маронитской католической церкви в Мексике. 
6 ноября 1995 года Римский папа Иоанн Павел II издал буллу Cum Christifideles, которой учредил епархию Пресвятой Девы Марии Ливанских Мучеников в Мехико.
В настоящее время епархия Прсвятой Девы Марии Ливанских мучеников объединяет около 149.000 маронитских верующих. В Мексике действуют пять маронитских приходов. Одной из инициатив маронитских священников стал перевод маронитской литургии на испанский язык, который наряду с арабским языком употребляется в трёх приходах епархии.

## Ординарии епархии
- епископ Pierre Wadih Tayah (6.11.1995 — 4.05.2002);
- епископ Georges M. Saad Abi Younes (22.02.2003 — по настоящее время).

## Источник
- Annuario Pontificio, Ватикан, 2005
- Булла Cum Christifideles  (лат.)